# Wißmannsdorf

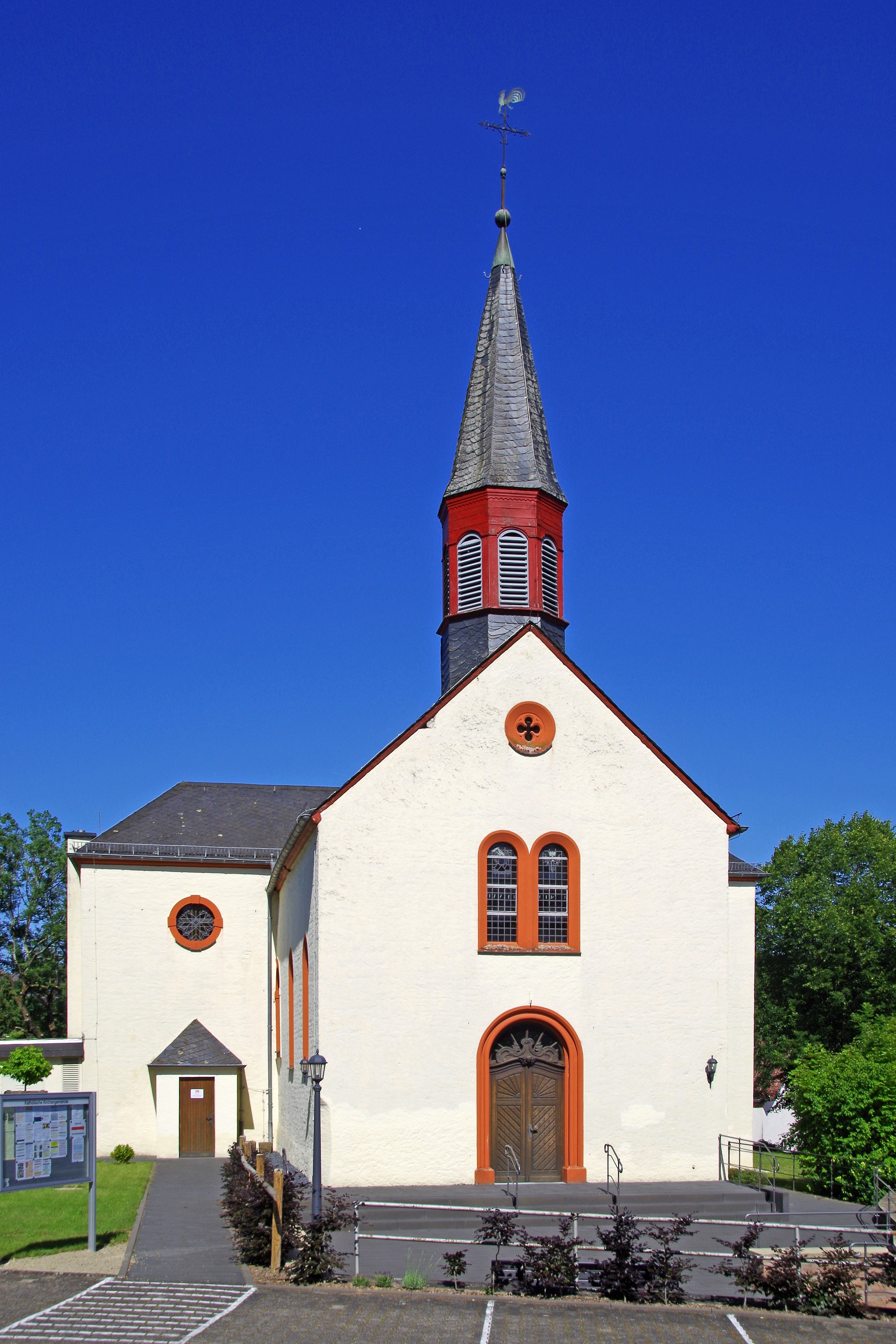
St. Martin und Rosa Westseite

Wißmannsdorf ist eine Ortsgemeinde im Eifelkreis Bitburg-Prüm in Rheinland-Pfalz. Sie gehört der Verbandsgemeinde Bitburger Land an.

## Geographie
Wißmannsdorf liegt auf 240 bis 430 m ü. NHN und der Flusslauf der Prüm durchquert die Eifelgemeinde.
Die Ortsbezirke sind Hermesdorf mit dem Weiler Im Wäldchen, Koosbüsch mit dem Wohnplatz Pooshof (ehemals Gemeinde Brecht) sowie Wißmannsdorf mit den Wohnplätzen Dalbachhof und Zur Weilersheck.
Nachbarorte sind die Ortsgemeinden Wiersdorf im Norden, Rittersdorf im Osten, Brecht im Süden sowie Altscheid und Hamm im Nordwesten.

## Geschichte

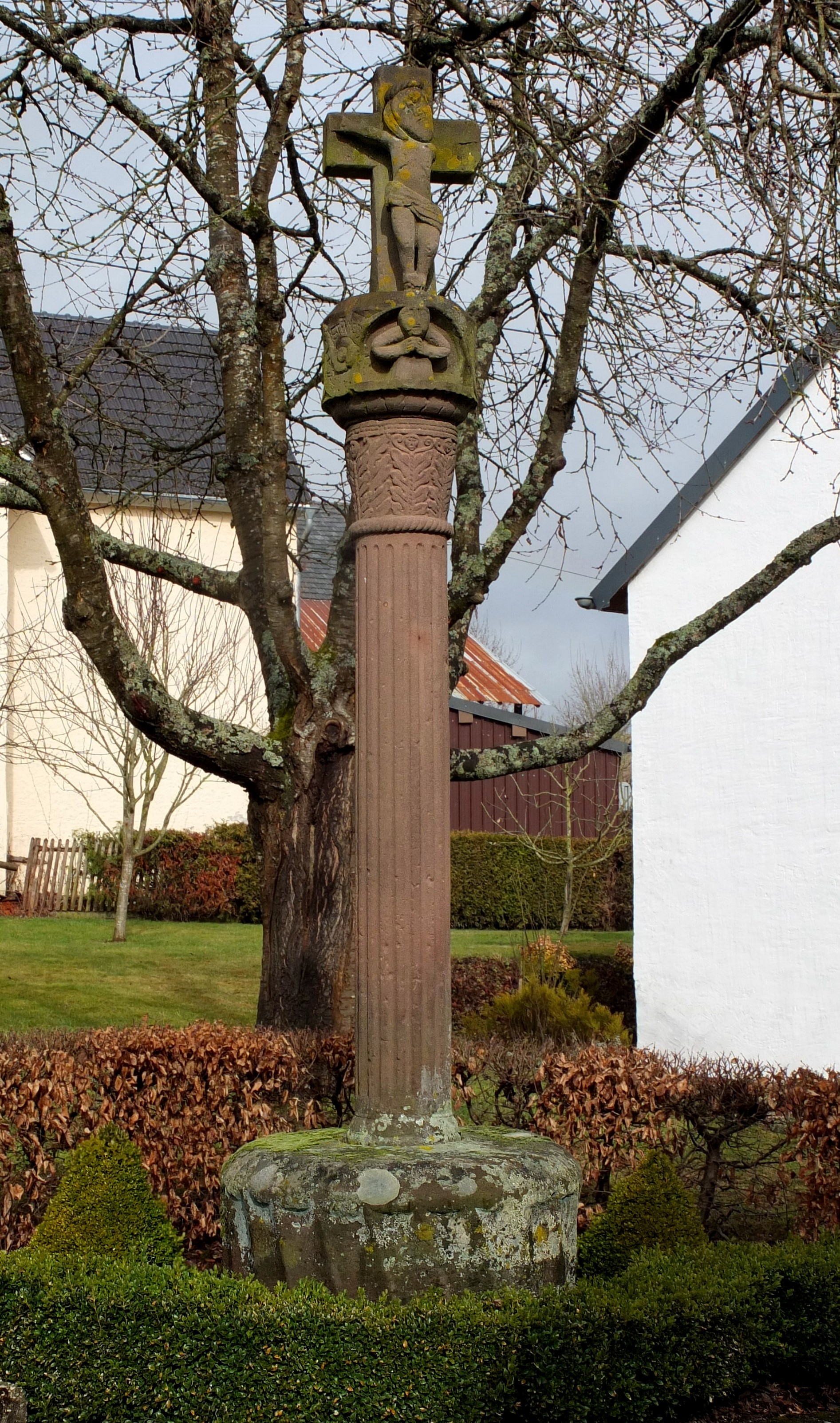
Laschkreuz in der Lindenstraße

Im heutigen Gemeindegebiet fanden sich an verschiedenen Stellen die Spuren früherer Besiedlung. Ein großflächiges Gräberfeld der Latènezeit aus dem letzten vorchristlichen Jahrhundert wurde im Umfeld von Koosbüsch ausgegraben. Im Bereich von Hermesdorf fanden sich römische Siedlungsreste, bei Wißmannsdorf mehrere fränkische Gräber.
Die erste urkundliche Erwähnung des heutigen Ortsteils Hermesdorf als Herminesdorf stammt aus dem Jahr 1103. Wißmannsdorfs Erstnennung folgte 1317 unter dem Namen Wissemestorf, im Jahr 1325 lautete die Schreibweise Wysmesdorf. Der dritte Ortsteil Koosbüsch ist dagegen deutlich jünger, da er eine Siedlungsneugründung aus dem Jahr 1832 ist.
Wißmannsdorf und Hermesdorf zählten bis zur französischen Zeit zur Herrschaft Hamm im Herzogtum Luxemburg. Die Inbesitznahme des Linken Rheinufers durch französische Revolutionstruppen beendete die alte Ordnung. Die Orte wurden von 1798 bis 1814 Teil der Französischen Republik (bis 1804) und anschließend des Französischen Kaiserreichs. Wißmannsdorf wurde Sitz einer Mairie im Arrondissement Bitbourg (Bitburg) des Departements der Wälder. Nach der Niederlage Napoleons kam Wißmannsdorf aufgrund der 1815 auf dem Wiener Kongress getroffenen Vereinbarungen zum Königreich Preußen und gehörte nun zum Kreis Bitburg des Regierungsbezirks Trier, der 1822 Teil der neu gebildeten preußischen Rheinprovinz wurde. Aus der Mairie wurde die Bürgermeisterei Wißmannsdorf, die 1871 in die Bürgermeisterei (später Amt) Baustert mit Sitz in Oberweis aufging.
Als Folge des Ersten Weltkriegs war die gesamte Region dem französischen Abschnitt der Alliierten Rheinlandbesetzung zugeordnet. Nach dem Zweiten Weltkrieg wurde Wißmannsdorf innerhalb der französischen Besatzungszone Teil des damals neu gebildeten Landes Rheinland-Pfalz. Das über 400 Jahre vor Ort ausgeübte Sandsteingewerbe ging Mitte der 1950er Jahre zu Ende. Im Zuge der rheinland-pfälzischen Kommunalreform wurde der Ort 1970 der neu gebildeten Verbandsgemeinde Bitburg-Land zugeordnet, die wiederum zum 1. Juli 2014 in die Verbandsgemeinde Bitburger Land aufging. Die heutige Gemeinde Wißmannsdorf wurde am 10. Juni 1979 aus den Gemeinden Wissmannsdorf und Hermesdorf durch freiwilligen Zusammenschluss neu gebildet.
Statistik zur Einwohnerentwicklung
Die Entwicklung der Einwohnerzahl von Wißmannsdorf bezogen auf das heutige Gemeindegebiet: die Werte von 1871 bis 1987 beruhen auf Volkszählungen:
| Jahr | Einwohner |
| ---- | --------- |
| 1815 | 179       |
| 1835 | 371       |
| 1871 | 511       |
| 1905 | 522       |
| 1939 | 657       |
| 1950 | 684       |
| 1961 | 686       |

| Jahr | Einwohner |
| ---- | --------- |
| 1970 | 743       |
| 1987 | 679       |
| 1997 | 807       |
| 2005 | 807       |
| 2011 | 804       |
| 2017 | 785       |
| 2023 | 840       |

## Politik

### Gemeinderat
Der Gemeinderat in Wißmannsdorf besteht aus zwölf Ratsmitgliedern, die bei der Kommunalwahl am 9. Juni 2024 in einer personalisierten Verhältniswahl gewählt wurden, und dem ehrenamtlichen Ortsbürgermeister als Vorsitzendem. 
Die Sitzverteilung im Gemeinderat:
| Wahl | WGW a | WGN b | WGP c | WGWJ d | WGK e | Gesamt   |
| 2024 | 7     | 4     | 1     | –      | –     | 12 Sitze |
| 2019 | 5     | 4     | –     | 1      | 2     | 12 Sitze |
| 2014 | 6     | 4     | –     | 2      | –     | 12 Sitze |

### Bürgermeister
Rudolf Winter wurde am 19. Juli 2004 Ortsbürgermeister von Wißmannsdorf. Bei der Direktwahl am 26. Mai 2019 wurde er mit einem Stimmenanteil von 93,07 % und am 9. Juni 2024 als einziger Bewerber mit 94,2 % für jeweils weitere fünf Jahre in seinem Amt bestätigt.
Winters Vorgänger Rudolf Leisen hatte das Amt 30 Jahre ausgeübt, war 2004 aber nicht erneut angetreten.

### Ortsbezirke
Die Ortsgemeinde Wißmannsdorf hat mit Hermesdorf, Koosbüsch und dem ursprünglichen Wißmannsdorf drei Ortsbezirke festgelegt. Auf die Bildung von Ortsbeiräten wurde verzichtet. Die drei Bezirke werden jeweils durch einen Ortsvorsteher politisch vertreten.

### Ortsvorsteher Wißmannsdorf
Ortsbürgermeister Rudolf Winter ist in Personalunion auch Ortsvorsteher von Wißmannsdorf. Bei der Direktwahl am 26. Mai 2019 wurde er mit einem Stimmenanteil von 91,55 % und am 9. Juni 2024 als einziger Bewerber mit 94,1 % für jeweils weitere fünf Jahre in diesem Amt bestätigt.

### Wappen
| Wappen von Wißmannsdorf | [ 19 ] |
| Wappen von Wißmannsdorf | Wappenbegründung: Das Wappen ist dreigeteilt, als Symbol für die drei Wißmannsdorfer Ortsteile. Für den Patron der Pfarrkirche, den heiligen Martin, wurde das silberne Schwert im Wappen aufgenommen, für den Patron der Kapelle zu Hermesdorf, den Evangelist St. Lucas die drei roten Schildchen, während das Eichenblatt mit Eichel redendes Zeichen für den Ortsteil Koosbüsch ist und auf die Bezeichnung Casnus zurückgeht. |

### Partnergemeinden
Partnergemeinde von Wißmannsdorf ist seit 1998 Montaigut in Frankreich.

## Kultur und Sehenswürdigkeiten

### Bauwerke
- Katholische Pfarrkirche St. Martin und Rosa von 1784
- Pfarrhaus am Anton-Cordie-Platz 8 von 1767
- Kirche St. Lukas und Fides, Spes und Caritas von 1953 in Hermesdorf
- Kirche St. Josef von 1960 in Koosbüsch
- Über das Gemeindegebiet sind einige – teils sehr alte – Wegekreuze verteilt; darunter auch das Laschkreuz von 1579.
- Mehrere alter Bauernhöfe und Wohnhäuser im Ort

Siehe auch: Liste der Kulturdenkmäler in Wißmannsdorf

### Grünflächen und Naherholung

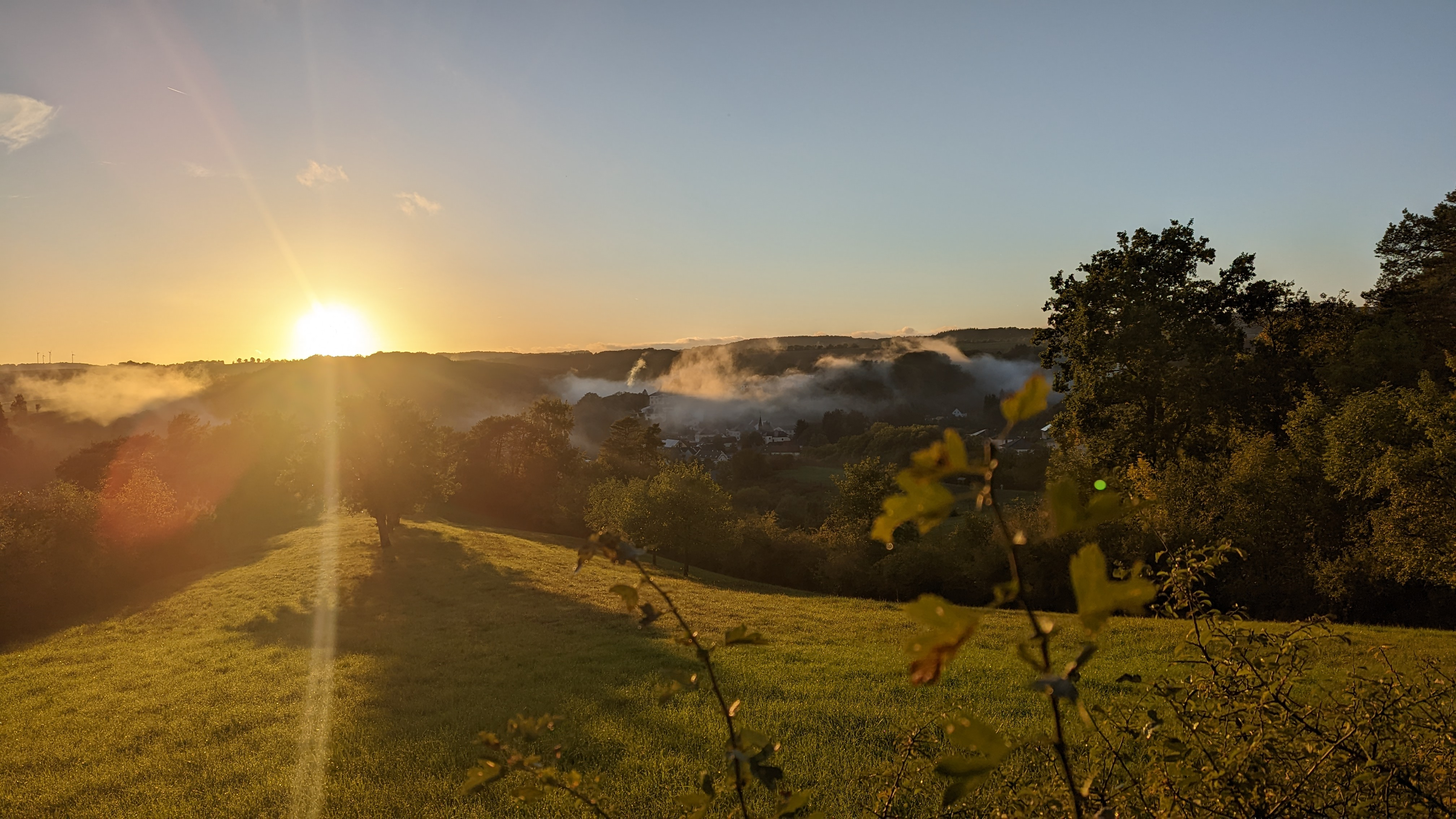
Blick vom Wanderweg Petersberg in Richtung Ortskern

- Wanderrouten in und um Wißmannsdorf[21][22]

### Regelmäßige Veranstaltungen
- Jährliches Kirmes- bzw. Kirchweihfest wird am Sonntag nach dem Gedenktag der Heiligen Rosa von Lima (23. August) begangen.[23]
- Traditionelles Ratschen oder Klappern am Karfreitag und Karsamstag
- Hüttenbrennen am ersten Wochenende nach Aschermittwoch (sogenannter Scheef-Sonntag)[24][25]

## Wirtschaft und Infrastruktur
Der Ort hat eine 18-Loch Golfplatzanlage mit Clubhaus, Golfschule und Pro-Shop. Es gibt mehrere Betriebe, darunter haupterwerbliche sowie nebenerwerbliche Bauernhöfe, kleine Handwerksbetriebe und andere Arbeitgeber. Wißmannsdorf hat gastronomisch ein Hotel und eine Gaststätte im Ortsteil Wißmannsdorf zu bieten und drei Kneipen im Ortsteil Koosbüsch. Der Ort verfügt über zwei Rasensportplätze mit Umkleidegebäuden, zwei Tennisplätze, vier öffentliche Kinderspielplätze, ein gut ausgebautes Wanderwegenetz mit Ruhebänken und Schutzhütten, Kegelbahnen, Angelgewässer und ein Tanzcafe.
Wißmannsdorf ist Sitz einer Kindertagesstätte mit drei Gruppen, die in kirchlicher Trägerschaft betrieben wird.
Die Grundschule befindet sich in Rittersdorf (ca. 4 km). Für den weiterführenden Schulbesuch bieten sich die Schulen in Bitburg, Biesdorf und Neuerburg an.
In Wißmannsdorf befindet sich ein Gemeindehaus, das von den Vereinen und der Dorfbevölkerung für Festivitäten aller Art genutzt wird.

## Persönlichkeiten
- Antonius Cordie (1872–1946), Pfarrer und Heimatforscher
- Martina Weber (* 1982), Basketballspielerin